# Martyrdöd
Martyrdöd ist eine schwedische Crustcore- und D-Beat-Band aus Göteborg, die im Jahr 2001 gegründet wurde.

## Geschichte
Die Band wurde im Jahr 2001 gegründet und bestand aus dem Sänger und Gitarristen Mikael Kjellman, dem Bassisten Anton Grönholm, dem Schlagzeuger Jens Bäckelin und dem Gitarristen Pontus Redig. Kurze Zeit später verließ Grönholm die Besetzung und wurde durch eine Vielzahl anderer Bassisten ersetzt. Im Jahr 2003 erschien ein selbstbetiteltes Debütalbum, dem sich 2004 eine Split-Veröffentlichung namens We Walk the Line mit Sunday Morning Einsteins anschloss. Der Veröffentlichung des Albums In Extremis im Jahr 2005 folgten mehrere Touren. Sekt, das 2009 erschien, war die erste Veröffentlichung die auf beiden Seiten des Atlantiks erschien. Nach einer Europatournee unterzeichnete die Band einen Vertrag bei Southern Lord, worüber im Jahr 2012 das Album Paranoia erschien, das im Studio Fredman unter der Leitung von Fredrik Nordsträm aufgenommen worden war. Mitte 2012 ging die Band zusammen mit Black Breath, Burning Love und Enabler auf Tour durch die USA. Auf dem 2014er Album Elddop ist Fredrik Reinedahl als Bassist zu hören, der schon als Produzent für Bands wie Sólstafir, Abandon, Burst und Dimension Zero tätig war. Im selben Jahr hielt die Band auch eine Europatournee zusammen mit Converge und Okkultokrati ab.

## Stil
Laut Thom Jurek von Allmusic spielt die Band Crustcore und D-Beat und weise Einflüsse aus dem Black Metal auf. southernlord.com beschreibt Martydöd als Crustpunk-Band. Sie sei durch Gruppen wie Anti Cimex, Bathory und Totalitär beeinflusst worden. Laut Gretha Breuer vom Rock Hard hat die Band ihre Karriere mit dem Spielen von D-Beat begonnen. Auf Elddop sei die Gruppe zwar nicht ruhiger geworden, aber ausdrucksstärker. Im Interview mit Breuer gaben Kjellman und Bäckelin an, für das Album so impulsiv wie möglich gearbeitet zu haben. In einer Ausgabe zuvor rezensierte Simon Dümplemann Elddop. Das Album enthalte das heisere Geschrei von Skitsystem und die melodische Gitarrenarbeit vom Album Rites of Separation von Agrimonia. Die Mitglieder von Martyrdöd würden zudem auch dem Umfeld dieser beiden Bands entstammen. Black-Metal-Einflüsse seien dieses Mal auf dem Album jedoch nicht hörbar. Das Album sei für Fans von Crustcore, Hardcore Punk, aber auch von At the Gates geeignet. Laut Ollie Fröhlich vom Ox-Fanzine spielt die Band auf In Extremis frischen, energiegeladenen, aber melodischen Crustcore. Die Band lasse sich als Bindeglied zwischen Wolfbrigade und Skitsystem einordnen, da man die melodischen Momente erster mit dem hysterischen Gesang zweiter Band kombiniere. Kalle Stille vom selben Magazin fand, dass die Band auf Paranoia „zwischen irrem Geknüppel, Crust, Black Metal und D-Beat wie die weniger rockige Version von KVELERTAK“ klinge. In den Liedern würden feine Gitarrenläufe verarbeitet werden und der Gesang werde geröchelt. Im Vergleich zum Vorgänger gebe es „deutlich weniger durchgehendes Geknüppel, dafür mehr Struktur und eine wesentlich bessere Produktion“.

## Diskografie
- 2003: Martyrdöd (Album, Plague Bearer Records)
- 2004: We Walk the Line (Split mit Sunday Morning Einsteins, Instigate Records)
- 2005: In Extremis (Album, In Extremis Records)
- 2009: Sekt (Album, Farewell Records / La Familia Releases)
- 2012: Paranoia (Album, Southern Lord)
- 2014: Elddop (Album, Southern Lord)
- 2016: List (Album, Southern Lord)
- 2019: Hexhammaren (Album, Century Media Records)